# Ray Brown
Raymond Brown (født 13. oktober 1926, død 2. juli 2002) var en amerikansk jazzbassist. Op til 1966 var hans karriere nært forbundet med musikere som Dizzy Gillespie, Ella Fitzgerald, Milt Jackson og Oscar Peterson. På det tidspunkt havde han efterhånden etableret sig som en af de absolut førende på sit instrument og opnået selvstændig stjernestatus indenfor jazz. Brown var et af de mest udprægede eksempler på en bassist, der lægger en solid bund under musikken og giver en stabil, fremaddrivende rytme.